# 第十三号型掃海艇
| 第十三号型掃海艇              | 第十三号型掃海艇 |
| ----------------------------- | --- |
| 第13号掃海艇                  | |
| 艦級概観                      | |
| 艦種                          | 掃海艇 |
| 艦名                          | |
| 前級                          | 第五号型掃海艇 |
| 次級                          | 第十七号型掃海艇 |
| 要目（竣工時→性能改善工事後） | |
| 排水量                        | 基準：525トン → 691トン 公試：590トン → 800トン |
| 全長                          | 74.00m |
| 全幅                          | 8.20m |
| 吃水                          | 2.07m → 3.13m |
| 機関                          | ロ号艦本式缶（混焼）2基 3気筒3段膨張レシプロ2基 2軸、3,200馬力                                                                                         |
| 速力                          | 20.0ノット → 19ノット |
| 航続距離                      | 12ノットで2,600海里 |
| 燃料                          | 重油：25トン 石炭：53トン |
| 乗員                          | 98名 |
| 兵装                          | 45口径三年式12cm砲 単装2門 40口径三年式8cm高角砲 単装1門 九一式爆雷投射機2基 爆雷36個（もしくは16個） 掃海具、または五号機雷40個、または八九式機雷26個 |
| 同型艇                        | 4隻 |

第十三号型掃海艇（だいじゅうさんごうがたそうかいてい）は日本海軍の掃海艇。同型艇4隻。海軍省が定めた艦艇類別等級別表では、第十三号から第十八号までの6隻を「第十三号型」としている。
なお第13号、第14号を第十三号型、第15号、第16号を第十五号型と分ける文献もあるが、ここでは一括して扱う。

## 概要
当初は1931年（昭和6年）度の①計画で6隻が計画された。前型の第五号型掃海艇の改型と呼べる艇であるが、そのころ設計された他の艦艇と同じく幅広で浅吃水の船体に過大な兵装を装備し復元性能に問題があった。第13号の乗員が上甲板に集合したところ艦が不安定になるほどだったという。当初の計画通りに完成したのは13号、14号の2隻。1934年（昭和9年）に発生した友鶴事件により7月まで呉海軍工廠で復元性能改善工事を実施し、艦橋を1段低める、煙突やマストも低くする、艦底にバラストキールを装着するなどの改装を施した。このため速力は19ノットに落ちたと言われる。建造中の第15、16号は同様の改正を施し竣工した。また起工前の2隻は設計を改め、第十七号型掃海艇として竣工した。
太平洋戦争には4隻とも参加、13号、14号は緒戦の攻略戦の際に陸上砲台からの砲撃で喪失、16号は1943年に航空機の攻撃を受け戦没した。第15号は大戦後半に機銃増備を実施、昭和19年9月の時点で前部12cm砲を撤去し25mm機銃連装1基を装備、その他単装5挺、13号電探1基を装備した。また対潜兵装も強化され九四式爆雷投射機1基、八一式爆雷投射機2基、九三式水中聴音機1基、水中聴音機に水流覆を装備となっている。
その後第15号は1945年に潜水艦の攻撃により戦没し全艇失われた。

## 同型艇

### 第十三号掃海艇
1933年8月31日竣工（藤永田）。1942年1月12日陸上砲台からの攻撃で沈没（タラカン）。

### 第十四号掃海艇
1933年9月30日竣工（大阪桜島）。1942年1月12日陸上砲台からの攻撃で沈没（タラカン）。

### 第十五号掃海艇
1934年8月21日竣工（藤永田）。1945年3月5日にアメリカ潜水艦「タイルフィッシュ」の雷撃を受け沈没（南西諸島北）。

### 第十六号掃海艇
1934年8月21日竣工（三井玉）。1943年9月11日航空機の攻撃を受け沈没（マカッサル沖）。